# Lecane nymphae
Lecane nymphae is een raderdiertjessoort uit de familie Lecanidae. De wetenschappelijke naam van deze soort is voor het eerst geldig gepubliceerd in 1989 door Sudzuki.